# Scopula halimodendronata
Scopula halimodendronata là một loài bướm đêm trong họ Geometridae.